# HD 114889
HD 114889，又名BD+19 2649，SAO 100467、HR 4992，是一颗恒星，视星等为6.11，位于銀經334.87，銀緯80.22，其B1900.0坐标为赤經13h 8m 20.5s，赤緯+19° 80.22′ 32″。